# Brian Stelfreeze

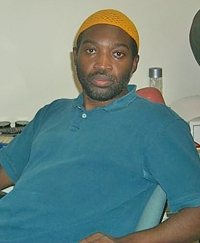
Brian Stelfreeze

Brian Stelfreeze ist ein US-amerikanischer Comiczeichner und Covermaler.

## Leben
Stelfreeze, der aus einer afroamerikanischen Familie stammt, begann in den 1980er Jahren in der Comicbranche zu arbeiten. Da Stelfreeze den Großteil der von ihm gestalteten Comicseiten nicht auf die traditionelle Weise mit dem Bleistift zeichnet, sondern mit Öl- oder Gouachefarben malt, kann er nur bedingt ein „Zeichner“ genannt werden, sondern muss korrekterweise als Comickünstler oder ähnliches bezeichnet werden. Dabei hat Stelfreeze, der in den frühen 1990er Jahren zu den Gründern der Gaijin Studios gehörte, sich in der Vergangenheit vor allem auf die Gestaltung von Comic-Titelblättern (Covers) spezialisiert, übernimmt aber auch gelegentlich die zeichnerische Bearbeitung des Innenlebens einzelner Hefte.
Seine erste professionelle Arbeit war die Science-Fiction-Serie CyCops die in den 1980er Jahren erschien. 1992 übernahm er die Aufgabe des Cover-Künstlers für die von Alan Grant verfasste Batman-Serie Shadow of the Bat, deren Titelblätter er bis 1997 nahezu ausnahmslos gestaltete. Weitere DC-Serien, für die Stelfreeze Coverbilder lieferte, waren Aquaman, Birds of Prey, Firestorm: The Nuclear Man, Green Lantern, Green Lantern: Mosaic, Robin und Catwoman.
Daneben zeichnete er einzelne Hefte der Serien Batman, Detective Comics, und agierte als Stammzeichner für die Marvel-Serie Domino und das bei DCs Wildstorm-Imprint erschienene, von Devin Grayson getextete Comic Matador. Hinzu kommen die Zeichnungen für einige One-Shots wie etwa das Batman-One-Shot Devil's Asylum.
Gegenwärtig arbeitet Stelfreeze als Redakteur für Gauge Comics und betreut die dort erscheinenden Serien The Ride und Gun Candy auch künstlerisch.
2016 zeichnete er eine Black Panther-Miniserie, getextet von Ta-Nehisi Coates.